# Elián Irala
Elián Mateo Irala (ur. 6 lipca 2004 w Castelar) – argentyński piłkarz występujący na pozycji defensywnego pomocnika, od 2023 roku zawodnik San Lorenzo.